# Grand Prix de triathlon 2012
Navigation
Grand Prix de triathlon 2011 Grand Prix de triathlon 2013
Le Grand Prix de triathlon 2012 est composée de cinq courses organisées par la Fédération française de triathlon (FFTRI). Chaque course est disputée au format sprint soit 750 m de natation, 20 km de cyclisme et 5 km de course à pied. 
Le Grand Prix de triathlon 2012 se déroule du 28 avril au 16 septembre 2012. Cette année là, il est aussi appelé Grand Prix Lyonnaise des Eaux.

## Calendrier
| Étapes   | Date                               | Villes              |
| -------- | ---------------------------------- | ------------------- |
| 1° étape | samedi 28 - dimanche 29 avril 2012 | Les Sables-d'Olonne |
| 2° étape | dimanche 20 mai 2012               | Dunkerque           |
| 3° étape | samedi 16 juin 2012                | Toulouse            |
| 4° étape | samedi 7 juillet 2012              | Paris               |
| 5° étape | dimanche 16 septembre 2012         | Nice                |

## Clubs engagés

### Hommes
| \| Les Sables d'Olonne Vesoul Sartrouville St Jean de Monts La Rochelle Poissy Baie de Somme Parthenay Rouen Paris Metz Saint-Raphaël Mulhouse Versailles Saint-Quentin Sainte-Geneviève \| Localisation des clubs engagés dans la division 1 masculine. |
| Les Sables d'Olonne Vesoul Sartrouville St Jean de Monts La Rochelle Poissy Baie de Somme Parthenay Rouen Paris Metz Saint-Raphaël Mulhouse Versailles Saint-Quentin Sainte-Geneviève                                                                    |

| Nom du club                     | Date de création | Dernière accession | Classement 2011 |
| ------------------------------- | ---------------- | ------------------ | --------------- |
| E.C. Sartrouville Triathlon     | 1993             |                    | 1er             |
| Poissy Tri                      | 1984             |                    | 2e              |
| Les Sables Vendée Tri           | 1992             |                    | 3e              |
| St Jean de Monts Vendée Tri     | 1997             |                    |                 |
| Saint-Raphaël Tri               |                  |                    |                 |
| TCG 79 Parthenay                | 1995             |                    |                 |
| Mulhouse Olympique Tri          |                  |                    |                 |
| Tri Club St-Quentin en Yvelines | 2010             |                    |                 |
| Sainte-Geneviève Tri            | 2003             |                    |                 |
| Rouen Tri                       | 1986             |                    |                 |
| Metz Tri                        | 2002             |                    |                 |
| Versailles Tri                  | 2002             |                    |                 |
| Lagardère Paris Racing          | 1992             |                    |                 |
| Team Tri Baie de Somme          | 2005             |                    |                 |
| Groupe Tri Vesoul Haute-Saône   | 1996             |                    |                 |
| La Rochelle Tri                 | 1991             |                    |                 |

### Femmes
| \| Poissy Parthenay Paris Saint-Raphaël Val de Gray Noyon Saint-Amand-Montrond Saint-Avertin Charleville-Mézières Brive-la-Gaillarde Issy-les-Moulineaux Poitiers Châteauroux \| Localisation des clubs engagés dans la division 1 féminine. |
| Poissy Parthenay Paris Saint-Raphaël Val de Gray Noyon Saint-Amand-Montrond Saint-Avertin Charleville-Mézières Brive-la-Gaillarde Issy-les-Moulineaux Poitiers Châteauroux                                                                   |

| Nom du club                 | Date de création | Dernière accession | Classement 2011 |
| --------------------------- | ---------------- | ------------------ | --------------- |
| Poissy Tri                  | 1985             |                    | 1er             |
| Charleville Tri Ardennes    |                  |                    | 2e              |
| TCG 79 Parthenay            | 1995             |                    | 3e              |
| Lagardère Paris Racing      | 1992             |                    |                 |
| Tri Club Châteauroux 36     | 2003             |                    |                 |
| Stade Poitevin Tri          | 1987             |                    |                 |
| Saint-Raphaël Tri           |                  |                    |                 |
| Issy Tri                    | 1988             |                    |                 |
| Brive Limousin Tri          | 1995             |                    |                 |
| Tri Val de Gray             | 1995             | 2012               |                 |
| Saint Avertin Sports Tri 37 | 1997             |                    |                 |
| Tri Saint Amand Dun 18      | 1989             |                    |                 |
| Noyon Puissance 3 Tri       |                  |                    |                 |

## Résultats
| Equipes (Hommes)                | Les Sables d'Olonne | Dunkerque | Toulouse | Paris | Nice |
| ------------------------------- | ------------------- | --------- | -------- | ----- | ---- |
| Les Sables Vendée Tri           | 1er                 | 2e        | 1er      | 1er   | 1er  |
| E.C. Sartrouville Triathlon     | 2e                  | 1er       | 3e       | 4e    | 3e   |
| St Jean de Monts Vendée Tri     | 3e                  | 5e        | 2e       | 3e    |      |
| Poissy Tri                      | 10e                 | 6e        | 4e       | 2e    | 2e   |
| Saint-Raphaël Tri               | 4e                  | 4e        | 6e       | 5e    |      |
| TCG 79 Parthenay                | 13e                 | 8e        | 7e       | 6e    |      |
| Mulhouse Olympique Tri          | 11e                 | 7e        | 5e       | 13e   | 4e   |
| Tri Club St-Quentin en Yvelines | 8e                  | 13e       | 8e       | 7e    |      |
| Sainte-Geneviève Tri            | 7e                  | 10e       | 11e      | 10e   | 5e   |
| Rouen Tri                       | 5e                  | 11e       | 9e       | 14e   |      |
| Metz Tri                        | 6e                  | 9e        | 13e      | 12e   |      |
| Versailles Tri                  | 14e                 | 12e       | 10e      | 9e    |      |
| Lagardère Paris Racing          | 16e                 | 3e        | 16e      | 15e   |      |
| Team Tri Baie de Somme          | 9e                  | 14e       | 12e      | 11e   |      |
| Groupe Tri Vesoul Haute-Saône   | 12e                 | 15e       | 14e      | 8e    |      |
| La Rochelle Tri                 | 15e                 | 16e       | 15e      | 16e   |      |

| Equipes (Femmes)            | Les Sables d'Olonne | Dunkerque | Toulouse | Paris | Nice |
| --------------------------- | ------------------- | --------- | -------- | ----- | ---- |
| Poissy Tri                  | 6e                  | 2e        | 1er      | 3e    | 1er  |
| TCG 79 Parthenay            | 1er                 | 1er       | 2e       | 9e    | 2e   |
| Lagardère Paris Racing      | 5e                  | 4e        | 3e       | 2e    |      |
| Tri Club Châteauroux 36     | 3e                  | 10e       | 8e       | 1er   | 3e   |
| Stade Poitevin Tri          | 4e                  | 3e        | 10e      | 4e    | 5e   |
| Saint-Raphaël Tri           | 2e                  | 6e        | 6e       | 7e    |      |
| Issy Tri                    | 8e                  | 8e        | 5e       | 6e    |      |
| Brive Limousin Tri          | 7e                  | 5e        | 13e      | 8e    |      |
| Tri Val de Gray             | 13e                 | 7e        | 12e      | 5e    | 4e   |
| Charleville Tri Ardennes    | 10e                 | 11e       | 4e       | 11e   |      |
| Saint Avertin Sports Tri 37 | 9e                  | 9e        | 11e      | 10e   |      |
| Tri Saint Amand Dun 18      | 11e                 | 12e       | 7e       | 12e   |      |
| Noyon Puissance 3 Tri       | 12e                 | 16e       | 9e       | 13e   |      |

## Classement final
| Position           | Hommes                          | Hommes | Femmes                      | Femmes |
| Position           | Equipes                         | Temps  | Equipes                     | Temps  |
| ------------------ | ------------------------------- | ------ | --------------------------- | ------ |
| Champion de France | Les Sables Vendée Tri           | 88     | Poissy Tri                  | 80     |
|                    | E.C. Sartrouville Triathlon     | 75     | TCG 79 Parthenay            | 75     |
|                    | St Jean de Monts Vendée Tri     | 67     | Lagardère Paris Racing      | 65,5   |
| 4e                 | Poissy Tri                      | 66     | Tri Club Châteauroux 36     | 62     |
| 5e                 | Saint-Raphaël Tri               | 53     | Stade Poitevin Tri          | 58     |
| 6e                 | Mulhouse Olympique Tri          | 46,5   | Saint-Raphaël Tri           | 53     |
| 7e                 | TCG 79 Parthenay                | 43,5   | Issy Tri                    | 52     |
| 8e                 | Tri Club St-Quentin en Yvelines | 42     | Tri Val de Gray             | 46,5   |
| 9e                 | Sainte-Geneviève Tri            | 41,5   | Brive Limousin Tri          | 40,5   |
| 10e                | Rouen Tri                       | 36,5   | Charleville Tri Ardennes    | 40     |
| 11e                | Groupe Tri Vesoul Haute-Saône   | 29     | Saint Avertin Sports Tri 37 | 38,5   |
| 12e                | Versailles Tri                  | 29     | Tri Saint Amand Dun 18      | 32,5   |
| 13e                | Metz Tri                        | 29     | Noyon Puissance 3 Tri       | 22     |
| 14e                | Team Tri Baie de Somme          | 27,5   |                             |        |
| 15e                | Lagardère Paris Racing          | 27     |                             |        |
| 16e                | La Rochelle Tri                 | 10,5   |                             |        |

## Résultats individuels
La première épreuve se déroulant aux Sables-d'Olonne et la troisième épreuve de Toulouse se sont disputée sur un format relais et donc exclusivement par équipes. 
| Hommes                                          | Dunkerque | Paris, | Nice |
| ----------------------------------------------- | --------- | ------ | ---- |
| Steffen Justus (Lagardère Paris Racing)         | 1er       |        |      |
| Fernando Alarza (E.C. Sartrouville Triathlon)   | 2e        |        |      |
| Anthony Pujades (Poissy Triathlon)              | 3e        |        |      |
| Javier Gómez (E.C. Sartrouville Triathlon)      |           | 1er    |      |
| João Pereira (Les Sables Vendée Triathlon)      |           | 2e     |      |
| Pierre Le Corre (Les Sables Vendée Tri)         |           | 3e     |      |
| Jonathan Brownlee (E.C. Sartrouville Triathlon) |           |        | 1er  |
| Richard Murray (Mulhouse Olympique Tri)         |           |        | 2e   |
| João Silva (Les Sables Vendée Triathlon)        |           |        | 3e   |

| Femmes                                 | Dunkerque | Paris, | Nice |
| -------------------------------------- | --------- | ------ | ---- |
| Emma Jackson (Tri Val de Gray)         | 1er       |        |      |
| Bárbara Riveros Díaz (Tri Val de Gray) | 2e        | 2e     |      |
| Andrea Hewitt (Poissy Triathlon)       | 3e        |        | 1er  |
| Jessica Harrison (Poissy Triathlon)    |           | 1er    |      |
| Carolina Routier (Issy Triathlon)      |           | 3e     |      |
| Carole Péon (Poissy Triathlon)         |           |        | 2e   |
| Ainhoa Murúa (TCG 79 Parthenay)        |           |        | 3e   |